# Cannonball (Supertramp)
Cannonball è un singolo del gruppo musicale britannico Supertramp, pubblicato nel 1985 ed estratto dall'album Brother Where You Bound.
Il brano è stato scritto da Rick Davies.

## Tracce
- 7"

1. Cannonball
2. Ever Open Door

## Formazione
- Rick Davies – voce, piano, sintetizzatore
- Dougie Thomson – basso
- John Helliwell – sassofono
- Bob Siebenberg – batteria
- Marty Walsh – chitarra
- Doug Wintz – trombone